# Follet
Un follet (derivat de foll; dit fullet a Mallorca), dit també millet, és un esperit fantàstic de la mitologia catalana de caràcter entremaliat. Si fa no fa, és anàleg al gnom de la literatura europea i al gòblin o el hobgoblin del folklore europeu, si més no en la seva cara més amable; al duende del folklore castellà, al folletto italià, al lutin francès i als occitans gripet, trufandèr, folet i fadet. Dins el mateix territori català, la funció del follet també l'ocupen altres criatures, com ara el cerdet a Alacant, la caterineta, el perot i el donyet o (d)uendo a la zona de València, el dimoni boiet i l'homenet de colzada a Mallorca i Menorca, el fameliar a Eivissa i el minairó al Pirineu. El follet com a criatura entremaliada que fa parar bojos els humans era sobretot pròpia de la Catalunya Vella.

## Origen i característiques
Éssers sempre relacionats com a habitants de cases, guarden certa relació amb els lars romans, divinitats menors del panteó romà que protegien la família i la casa, als quals hom feia ofrenes com a agraïment per la protecció dels seus habitants. Això no obstant, amb l'arribada del cristianisme com a religió oficial de l'Imperi Romà el seu culte fou perseguit i s'anaren transformant en l'amalgama de creences del folklore europeu, tot adoptant la forma d'homenets que espanten i que estan amagats a les cases.
La tradició presenta el follet com un homenet petit que viu molts d'anys del qual la gent tenia idees molt confuses entorn de la seva vertadera natura i manera. En general, es considera invisible, i de vegades hom considerava que tenia formes animals. Tenen un caràcter entremaliat, burleta i juganer, i actuen de nit tot fent malifetes com ara fer sorolls pels panys de les portes, aixecar teules, trenar les cues dels animals, tirar terra dins les olles, estirar el tapament del llit, o desordenar coses en general. Per mantenir-lo fora d'una casa, hom la ruixava d'aigua beneïda. Per bé que normalment fa malifetes sense maldat, de vegades és un ésser més malvat que pot matar cap de bestiar i altres destrosses més greus. Al Rosselló hi havia la creença que es podien amagar en els remolins de vent i deixar les noies embarassades després d'alçar-los les faldes.
Amb tot, també tenen un caràcter feiner i són amants de l'orde, i així sovint tornen a deixar les coses tal com havien estat. Així, sovint s'explicava que, per no tenir-los tot el dia fent malifetes, hom podia deixar un grapat de mill fora del seu lloc; el follet, endreçat com és, es passa tota la nit mirant de portar el gra de mill on correspon, però com que té la mà foradada no pot acabar mai la feina. D'aquesta manera estava entretengut i no feia cap malifeta. També es deia que els follets eren treballadors compulsius, i que exigien feina tot dient i repetint: «Què fem? Què fotem?»; si no en rebien, podien arribar a fer mal. Aquestes característiques també són típiques dels dimonis boiets i dels minairons.

## Els follets a Mallorca
A Mallorca, la funció del follet (pronunciat fullet) la duu a terme el dimoni boiet i, en menor mesura, l'homenet de colzada. En canvi, el follet és un concepte més abstracte, un esperit diabòlic que certes persones tenen, de vegades de manera abstracta, de vegades físicament, dins un sarró; aquest esperit està al servei de qui el porta i li confereix propietats màgiques especials, entre les quals, principalment, la de poder desaparèixer o no ser pescat mai. Així, l'expressió tenir fullet s'aplica a les coses que desapareixen com per art de màgia (allò que a altres llocs s'hauria atribuït a l'activitat d'un follet canònic). Semblantment, fullar-se és el verb aplicat entre els estudiants per referir-se al fet de no assistir a classe, encara actualment.
Mossèn Alcover, en la seva tasca com a folklorista i recopilador de les rondalles mallorquines, recollí que el fullet era una penyora, sovint un sarró, que el dimoni donava als qui feien un pacte amb ell, penyora que tenia la virtut de fer-lo intangible de tothom: no podia ésser capturat i era capaç de desaparèixer quan volia. En el pacte figurava que l'home podia rescindir el contracte en qualsevol moment i desfer-se de la penyora, i en aquest cas romania lliure del diable; en canvi, si moria abans de poder rescindir el contracte, el dimoni se l'enduia a l'Infern.

## Els follets a Eivissa
A Eivissa, on la funció del follet canònic la tenien els fameliars, el follet tenia unes característiques indeterminades semblants a les de Mallorca. A Eivissa deien que el sarró on es porta el follet havia d'ésser de pell de mostel o de gat, amb el pèl a dins. Contaven que qui duia follet, en veure's perseguit o en perill, cridava: «Follet, vine a ajudar! Amic meu, ajuda!»; llavors sortia el follet i el feia desaparèixer de dins les mans dels qui l'havien agafat o dels qui el perseguien. També hi havia la creença vulgar que els qui tenien el poder d'atorgar follets eren els capellans.

## Els cerdets
El cerdet és el nom que a Alacant s'utilitza per designar els follets del Principat o els donyets de València. A vegades, el cerdet és un ésser pelut amb dents. Els agrada muntar a cavall i es dediquen a espantar a tot el que travessa un camí solitari.